# Marguerite Walther
Marguerite Walther, née le 4 décembre 1882 à Mulhouse et morte le 29 avril 1942 à Vichy, est une militante associative française. Elle fait partie des fondatrices du scoutisme féminin en France, notamment sa branche neutre. Elle est commissaire générale de la Fédération française des éclaireuses.

## Biographie

### Enfance et formation
Marguerite Walther naît en 1882 à Mulhouse, dans une famille bourgeoise alsacienne protestante, alors que l'Alsace est annexée à l'Empire allemand. Elle entame des études de musique qu'elle n'achève pas. À la suite d'une otite, elle conserve toute sa vie des problèmes d'audition,.
En 1905, elle épouse Charles Staehling, chimiste à Bâle, mais Marguerite ne pouvant avoir d'enfants, le couple se sépare. Elle commence des études de musique, puis les interrompt en 1912 pour s'engager comme infirmière dans l'armée du Maréchal Lyautey, au Maroc. 
Très attachée à la patrie française, elle est ensuite infirmière dans l'Armée française d'Orient, durant la Première Guerre mondiale. Elle y rencontre Cathe Descroix, ancienne équipière du Sillon, à l'origine de la création de Chez nous, une maison d'action sociale au profit des enfants et des femmes de la rue Mouffetard à Paris, qui deviendra par la suite la première Maison pour tous. Cette rencontre sera déterminante : à la fin de la guerre, Marguerite Walther rejoint l'équipe de Chez nous.

### Action sociale rue Mouffetard
De 1919 à 1930, Marguerite Walther est bénévole au sein de Chez nous, aux côtés notamment de Marthe Levasseur. Le cœur de l'activité du lieu correspond à de l'action sociale et éducative auprès des jeunes du quartier. Marguerite Walther, rapidement surnommée La Patronne, contribue à élargir les activités. Elle s'implique dans la création d'un cinéma de quartier pour financer le lieu, puis dans la lutte contre l'habitat insalubre. En 1921, le retour de Cathe Descroix, qui est en désaccord avec l'accent mis par Marguerite Walther sur la laïcité et la séparation des filles et des garçons, conduit à la création d'une nouvelle association : Maison pour tous (dite parfois La Mouffe). Marguerite Walther et André Lefèvre en sont initialement les responsables. A ce titre, Marguerite Walther s'implique dans les travaux inter-associatifs autour de la notion de centre social en émergence. Elle fait partie des fondatrices de la Fédération des Centres sociaux de France. Elle est membre du premier conseil d'administration, aux côtés de Marie Diémer dont elle est proche.
Dès 1919, ayant découvert le scoutisme par l'intermédiaire de son neveu, alors éclaireur unioniste, elle contribue à la création d'une troupe d'éclaireurs puis d'une meute de louveteaux avec les enfants du quartier Mouffetard. En 1920, elle prend contact avec Georgette Siegrist, fondatrice d'un groupe d'éclaireuses protestantes, afin de proposer également du scoutisme pour les filles. Elle-même en recherche spirituelle toute sa vie, Marguerite Walther tient en revanche à ce que le groupe qu'elle fonde soit neutre, c'est-à-dire sans référence confessionnelle : « Nous voulons recevoir toutes les enfants, d'où qu'elles viennent, et qu'elles se sentent toutes à l'aise. D'ailleurs, dans notre groupe de travailleurs, il y a des gens appartenant à diverses Églises ou sans Église, comme moi-même. ».

### Débuts et structuration du scoutisme pour les filles

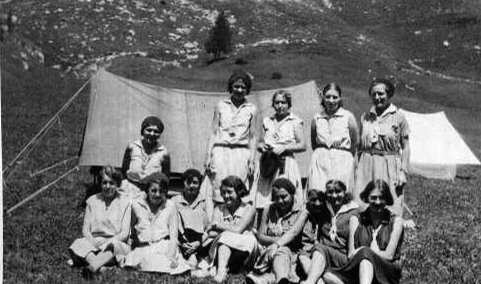
Marguerite Walther et la Compagnie Panthéon

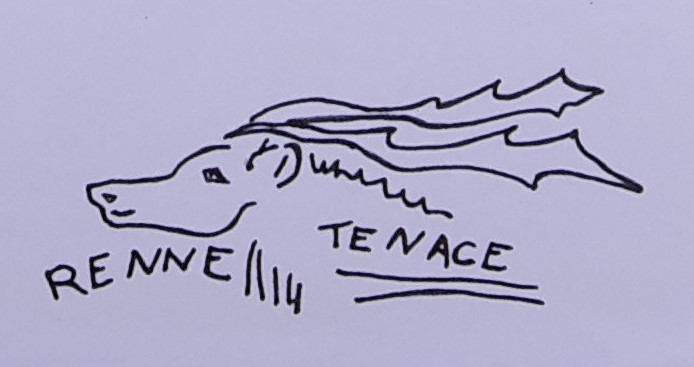
Signature du totem de Marguerite Walther

En 1920, elle rencontre Renée Sainte-Claire Deville, dont elle sera très proche toute sa vie, et lance avec elle les premières activités scoutes pour des petites filles de 7 à 11 ans de la rue Mouffetard. C'est le début de la pédagogie des Petites Ailes, qu'elles bâtissent pour les filles pauvres du quartier, en mêlant les influences : Maria Montessori, Ovide Decroly, pédagogie des Brownies. En parallèle, elle s'occupe d'une compagnie d'éclaireuses (compagnie Panthéon), avec Élisabeth Risler-François comme adjointe. Elle est totémisée Renne Tenace. 
En juillet 1921, elle participe au Congrès d'Épinal du mouvements des Éclaireuses protestantes, actif depuis plusieurs années, et fait partie de celles qui plaident en faveur de la création d'un mouvement fédératif plus large, permettant d'associer sans les fusionner les groupes protestants et les groupes neutres : la Fédération Française des Éclaireuses (FFE), dont le principe est voté. Selon elle, ce mouvement doit être ouvert « à tous les credo, mais sauvegardant les besoins légitimes de chacune [...] Une association où il y aurait des éclaireuses unionistes, neutres, scolaires, israélites, musulmanes... Bref, un mouvement où n’importe quelle petite Française pourrait se sentir à l’aise. ».
Elle prend ensuite une part importante au développement et à la structuration de la nouvelle Fédération,. Tout en restant cheftaine, elle est membre de la commission permanente dès 1921, fait sa promesse en 1922, et héberge à son domicile le secrétariat, le magasin et régulièrement des cheftaines de la FFE. En 1928, elle est Commissaire adjointe de la plus grosse région de la Fédération, la région Seine, et fait partie de l'équipe dirigeante (dite "La Main") du mouvement, aux côtés de Violette Mouchon, Georgette Siegrist, Madeleine Beley et Renée Sainte-Claire Deville. Cette équipe sera le pilier de la Fédération Française des Éclaireuses jusqu'en 1940. Marguerite Walther joue un rôle central dans la diffusion et la pérennité de ce que les éclaireuses appellent l'esprit FFE, fait de respect et d’enrichissement mutuel.
Elle contribue au développement de la section neutre de la FFE, (Éclaireuses Nouvelles jusqu'en 1931, puis Éclaireuses Neutres), qui devient majoritaire dans le mouvement à partir des années 1930, ainsi qu'à celui des Éclaireuses scolaires, groupes rattachés à des établissements d'enseignement laïque. 
Elle attache une importance particulière à l'hygiène, au rangement, et aux constructions de camp. Elle anime des camps de licence, pour former les cheftaines.

### Commissaire générale de la FFE

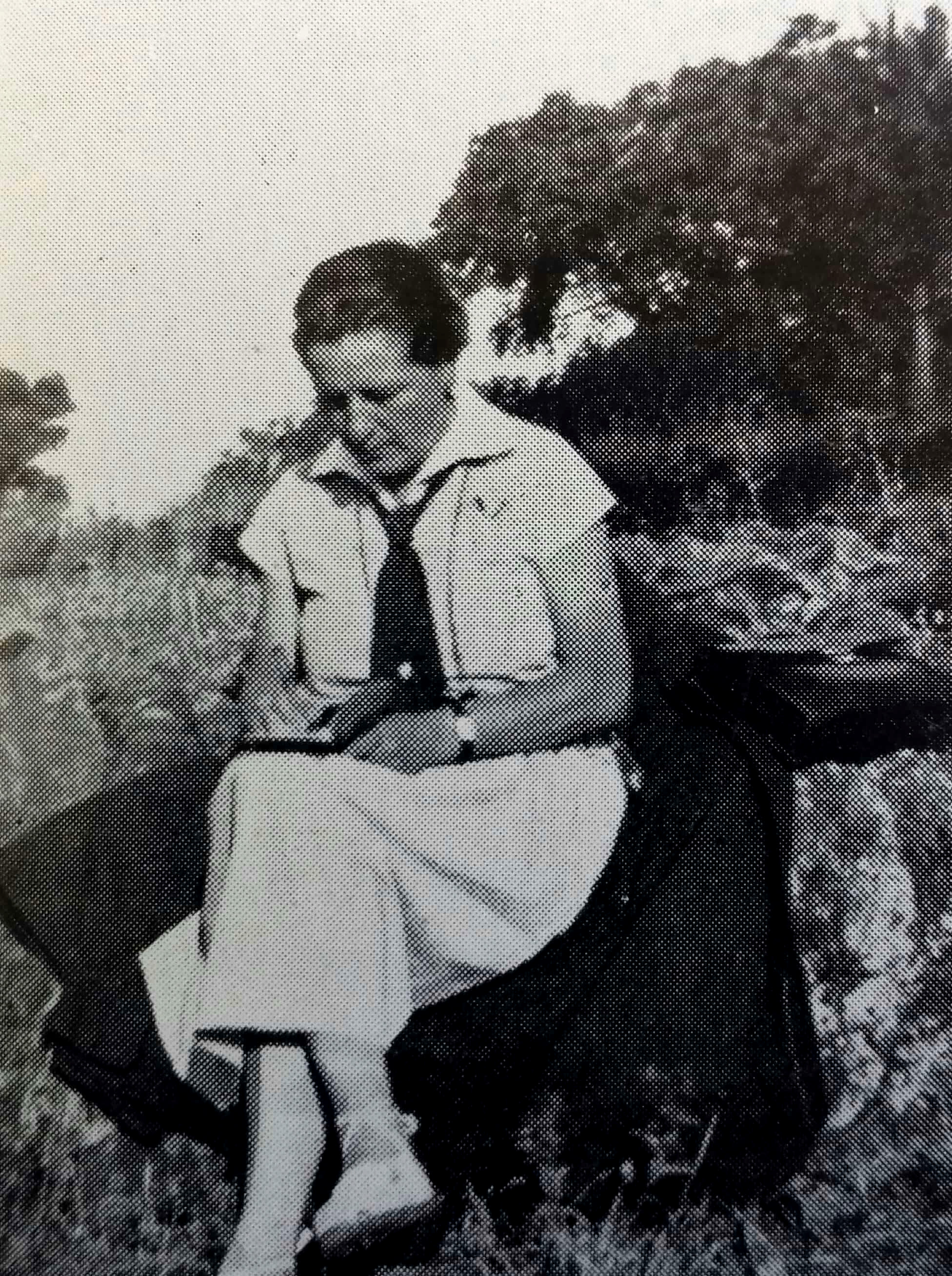
Marguerite Walther, commissaire nationale, en tenue

En 1931, elle est élue Commissaire générale (équivalent de Déléguée générale) de la FFE. Elle participe aux travaux de l'Association Mondiale des Guides et des Éclaireuses, en tant que présidente de la sous-commission technique, et coordinatrice de rencontres internationales en 1934-1935. Elle participe au comité de liaison avec les Guides de France, l'association catholique du scoutisme féminin. Elle crée les camps vitamines, pour former les formatrices de cheftaines.
En 1937, elle achète avec des amis le domaine des Courmettes,, un ancien sanatorium sur la commune de Tourettes-sur-Loup, qu'elle met à disposition de la Fédération française des Éclaireuses, notamment pour des camps de formation et regroupements nationaux.
En 1937-1938, elle est à l'initiative de la création dans la FFE, d'un comité d'aide aux réfugiés espagnols, et de la mise à disposition pour cela de plusieurs lieux sous la coordination de Madeleine Beley. Elle soutient le travail de la psychiatre Simone Marcus, autour de la délinquance juvénile, et l'appuie dans l'ouverture en 1938 d'un centre de psychologie du scoutisme. Avant la déclaration de guerre en 1939, elle demande la mobilisation des éclaireuses d'Alsace-Lorraine dans l'accueil des réfugiés .
Surnommée Chef Walther, ou simplement Chef, elle est largement appréciée dans le mouvement, pour son exigence morale et sa simplicité. Sa devise « jamais ne fais rien à demi » inspire la formation des commissaires du mouvement. Elle achève son mandat en 1940.

### Fin de vie
Entre 1940 et 1942, elle poursuit son engagement au sein de la Fédération française des Éclaireuses. Lors d'une mission en Tunisie, dans le cadre des partenariats internationaux, elle contracte le typhus dont elle décède brutalement le 29 avril 1942. 
La FFE fait paraître pour cette occasion un numéro spécial de l'Alouette, le journal interne, et édite en 1943 une brochure rassemblant des témoignages sur sa vie. Une lettre publiée après sa mort indique qu'elle s'est converti au catholicisme au moment de l'invasion de la France par l'Allemagne en 1940.

## Hommages
Le groupe de Roubaix de l'association des Éclaireuses Éclaireurs de France porte son nom.